# Beaupuy (Lot-et-Garonne)
Beaupuy is een gemeente in het Franse departement Lot-et-Garonne (regio Nouvelle-Aquitaine). De plaats maakt deel uit van het arrondissement Marmande. Beaupuy telde op 1 januari 2022 1.678 inwoners.

## Geografie
De oppervlakte van Beaupuy bedroeg op 1 januari 2022 8,17 vierkante kilometer; de bevolkingsdichtheid was toen 205,4 inwoners per km².

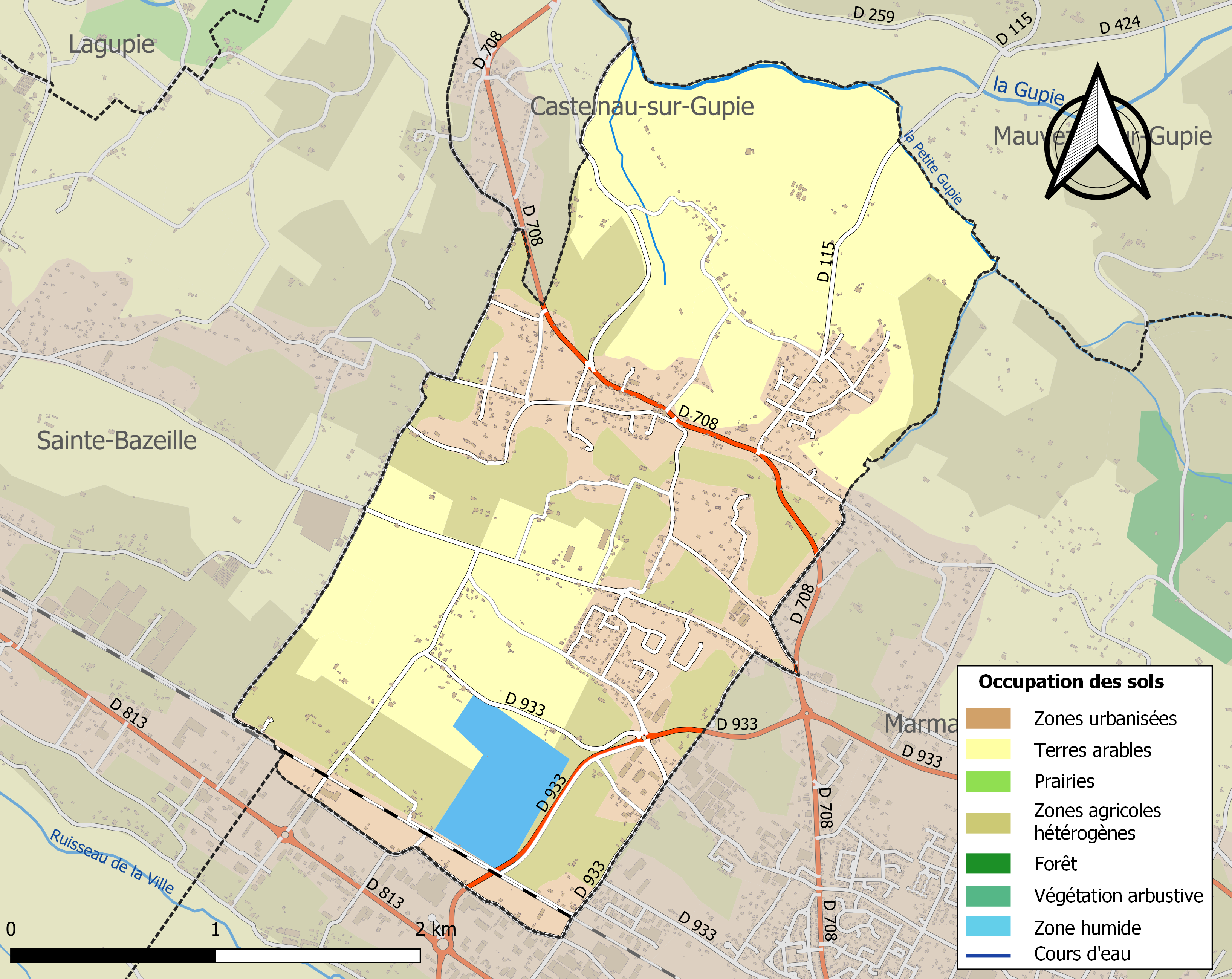
Kaart van de gemeente met de belangrijkste infrastructuur, bodemgebruik en omliggende gemeenten

## Demografie
Onderstaande figuur toont het verloop van het inwonertal (bron: INSEE-tellingen).